# Thomas Dorfer
Thomas Dorfer (* 27. April 1975 in Spittal an der Drau, Kärnten) ist ein österreichischer Koch.

## Leben
Nach der Ausbildung ging Dorfer 1994 zum Restaurant Kaiser Stub'n in Sydney und 1996 zum Landhaus Bacher in Mautern an der Donau (zwei Michelinsterne), wo er sechs Jahre später Küchenchef werden sollte. 1997 wechselte er zum Restaurant Jöhris Talvo in St. Moritz (Schweiz) (zwei Michelinsterne) und 1999 zum Restaurant Bareiss in Baiersbronn bei Claus-Peter Lumpp (zwei Michelinsterne).
Ab 2002 kochte er im Landhaus Bacher bei Lisl Wagner-Bacher in  Mautern an der Donau. 2009 wurde er von Gault Millau zum Koch des Jahres ausgezeichnet.
2010 wurde er Küchenchef im Landhaus Bacher, das 2002 mit 18 Punkten im Gault-Millau und 2005 mit zwei Michelinsternen ausgezeichnet wurde. 
Dorfer ist seit 2006 mit Susanne Dorfer-Bacher, der Tochter von Lisl Wagner-Bacher, verheiratet und hat zwei Kinder.

## Auszeichnungen
- 2001: 1. Platz im Deutschlandfinale des Grand Prix Culinaire Taittinger
- 2002: 18 Punkte Gault Millau
- 2004: 1. Platz im Österreichfinale des Bocuse d’Or
- 2005: 6. Platz im Weltfinale des Bocuse d’Or in Lyon[2]
- 2009: Koch des Jahres Österreich bei Gault-Millau[1]
- 2017: Tropheè Gourmet – AlaCarte für kreative Küche
- 2020: Spitzenkoch des Jahres – Aral Schlemmer Atlas[3]
- 2025: Zwei Michelinsterne für das Landhaus Bacher[4]

## Publikationen
- Lisl Wagner-Bacher, Thomas Dorfer: Landhaus Bacher: Das Kochbuch. Rolf Heyne 2011, ISBN 978-3-89910-496-7.